# Headlong
"Headlong" je singl britanskog rock sastava "Queen" koji je objavljen 13. svibnja 1991. godine i nalazi se kao treća po redu pjesma na njihovom albumu "Innuendo" iz iste godine. Pjesmu je napisao gitarist Brian May za svoj samostalni album "Back To The Light" ali kada je čuo kako je pjesmu odpjevao Mercury odlučio ju je objaviti zajedno sa sastavom.
Iste godine pjesma je objavljena na kompilaciji Greatest Hits II. 1997. godine objavljena je na kompilaciji Queen Rocks.

## Glazbeni spot
Glazbeni spot sniman je krajem 1990. i početkom 1991. te su vidljive bitnije promjene u izgledu Freddija Mercuryja. U spotu je prikazan sastav kako izvodi pjesmu na pozornici, te kako rade u studiju. Ovo je posljenji spot na kojem je Mercury prikazan u boji.

## Vanjske poveznice
Tekst pjesme Headlong